# Leonie Ossowski
Leonie Ossowski, pseudonyme de Jolanthe von Brandenstein, née le 15 août 1925 à Röhrsdorf, dans l'arrondissement de Fraustadt de la province de Posnanie-Prusse-Occidentale (aujourd'hui en Pologne) et morte le 4 février 2019 à Berlin, est une femme de lettres allemande. Elle a aussi écrit sous le nom de plume de Jo Tiedemann.

## Biographie
Jolanthe von Brandenstein est la fille cadette des quatre filles de Lothar von Brandenstein (1893-1953), propriétaire terrien, et de son épouse Ruth née von Ostau (1899-1966), écrivain. Sa sœur aînée est l'actrice est-allemande Yvonne Merin (1921-2012).
En 1945, la famille fuit son domaine et Jolanthe von Brandenstein s'installe à Bad Salzungen; ensuite elle part pour la Haute-Souabe. Elle divorce en 1948 de son mari, Friedrich von Zobeltitz, qu'elle avait épousé quatre ans plus tôt et perd la garde de ses enfants. Ruinée, elle travaille pour gagner sa vie dans une usine, puis dans un laboratoire de photographies et comme réceptionniste. En 1958, elle déménage avec sa famille à Mannheim. Dans les années 1970, elle travaille comme assistante sociale, s'occupant de jeunes en prison et leur procurant des logements sociaux en colocation à leur sortie de prison. En 1980, elle déménage à Berlin-Ouest. Elle divorce de son troisième mari en 1993 et dès lors vit seule. Elle a eu sept enfants, dont le théologien luthérien, Louis-Ferdinand von Zobeltitz.

## Pseudonyme
Jolanthe von Brandenstein commence à écrire au début des années 1950 des nouvelles et prend le nom de plume de Leonie Ossowski, ce qui veut dire en polonais « d'Osowa » ; Osowa étant le nouveau nom polonais de son lieu de naissance.

## Œuvre
Elle fait un séjour en 1953 en République démocratique allemande (où sa sœur aînée demeurait) afin d'écrire un scénario pour la DEFA (où travaillait sa sœur). Frank Beyer s'en inspire pour son film Zwei Mütter [Deux mères] qui sort le 28 juin 1957 en RDA. En 1958, elle fait paraître en RDA son roman Stern ohne Himmel [Étoile sans ciel], sous le pseudonyme de Jo Tiedemann. C'est en 1968 que paraît son premier roman en République fédérale allemande. Elle écrit ensuite des récits, des essais, des scénarios et des pièces de théâtre.
En 1980, le film Weichselkirschen [Les Cerises de la Vistule] est tourné dans le berceau natal de Leonie Ossowski d'après son scénario et fait jouer un grand nombre d'acteurs polonais.
En 2005, son roman Die schöne Gegenwart [Le Beau présent] est adapté à la télévision par Christine Kabisch d'après une scénario de Gabriela Zerhau, sous le titre de Neue Freunde, neues Glück [Nouveaux amis, nouvelle chance].
En 2013, Lih Janowitz tourne son portrait, intitulé Leonie Ossowski.
Leonie Ossowski était membre du PEN club allemand (PEN-Zentrum Deutschland).
Tous ses romans et ses livres pour la jeunesse traitent de thèmes sociaux et de sujets sociétaux (notamment la jeunesse en danger), et sont liés à une réflexion du présent sur le passé.

## Distinctions
- 1973: Reconnaissance d'honneur du Prix Adolf-Grimme pour Treffpunkt 72: Die Kippe – Zur Bewährung ausgesetzt
- 1977: Prix des enfants d'Oldenburg et prix des livres de jeunesse pour Die große Flatter
- 1978: Buxtehuder Bulle pour Stern ohne Himmel
- 1980: Prix Adolf-Grimme avec médaille d'argent pour le scénario du film Die große Flatter (avec Marianne Lüdcke)
- 1981: Kulturpreis Schlesien des Landes Niedersachsen (Prix de la culture de Silésie du Land de Basse-Saxe) pour Weichselkirschen
- 1982: Ordre du Mérite de la République fédérale d'Allemagne
- 1982: Prix Schiller de la ville de Mannheim pour l'ensemble de son œuvre
- 1985: Prix Frères-Grimm du Land de Berlin avec le GRIPS-Theater de Berlin pour la pièce Voll auf der Rolle
- 2006: Médaille Hermann-Kesten
- 2007: Odznaka honorowa „Zasłużony dla Kultury Polskiej” (Pologne)
- 2014: Prix Andreas-Gryphius[11].

## Œuvre

### Romans et récits
- Stern ohne Himmel, 1958.
- Wer fürchtet sich vorm schwarzen Mann?, Roman, 1968
- Mannheimer Erzählungen, 1974
- Weichselkirschen, Roman, 1976 (1re partie de la Schlesien-Trilogie)
- Die große Flatter, Roman, 1977 (film 1979)
- Blumen für Magritte, récits, 1978
- Liebe ist kein Argument, roman, 1981
- Wilhelm Meisters Abschied, roman, 1982
- Littel fasst einen Entschluss und andere Erzählungen, 1983
- Neben der Zärtlichkeit, roman, 1984
- Wolfsbeeren, Roman, 1987 (2e partie de la Schlesien-Trilogie)
- Das Zinnparadies, 1988
- Weckels Angst, 1991
- Holunderzeit, roman, éd. Hoffmann & Campe, Hambourg, 1991 (3e partie de la Schlesien-Trilogie)
- Von Gewalt keine Rede, deux récits, 1992
- Die Maklerin, roman, 1994
- Herrn Rudolfs Vermächtnis, roman, éd. Hoffmann & Campe, Hambourg, 1997, Heyne Taschenbuch, Munich, 1998,  (ISBN 3-453-13756-6).
- Das Dienerzimmer, roman, 1999
- Die schöne Gegenwart, roman, 2001
- Espenlaub, roman, 2003
- Der einarmige Engel, roman, 2004

### Scénarios
- 1957 : Deux Mères (Zwei Mütter) de Frank Beyer
- 1971: Tatort: Auf offener Straße
- 1979: Weichselkirschen
- 1979: Die große Flatter
- 1980: Stern ohne Himmel
- 1985: Voll auf der Rolle
- 1991: Von Gewalt keine Rede

### Essais
- Zur Bewährung ausgesetzt. Bericht über Versuche kollektiver Bewährungshilfe. Piper, Munich, 1972
- Der Löwe im Zinnparadies. Eine Wiederbegegnung. Piper, Munich, 2003 (regard sur le passé de la Basse-Silésie et souvenirs sur sa fuite et son expulsion)